# Buddhismus in Bangladesch

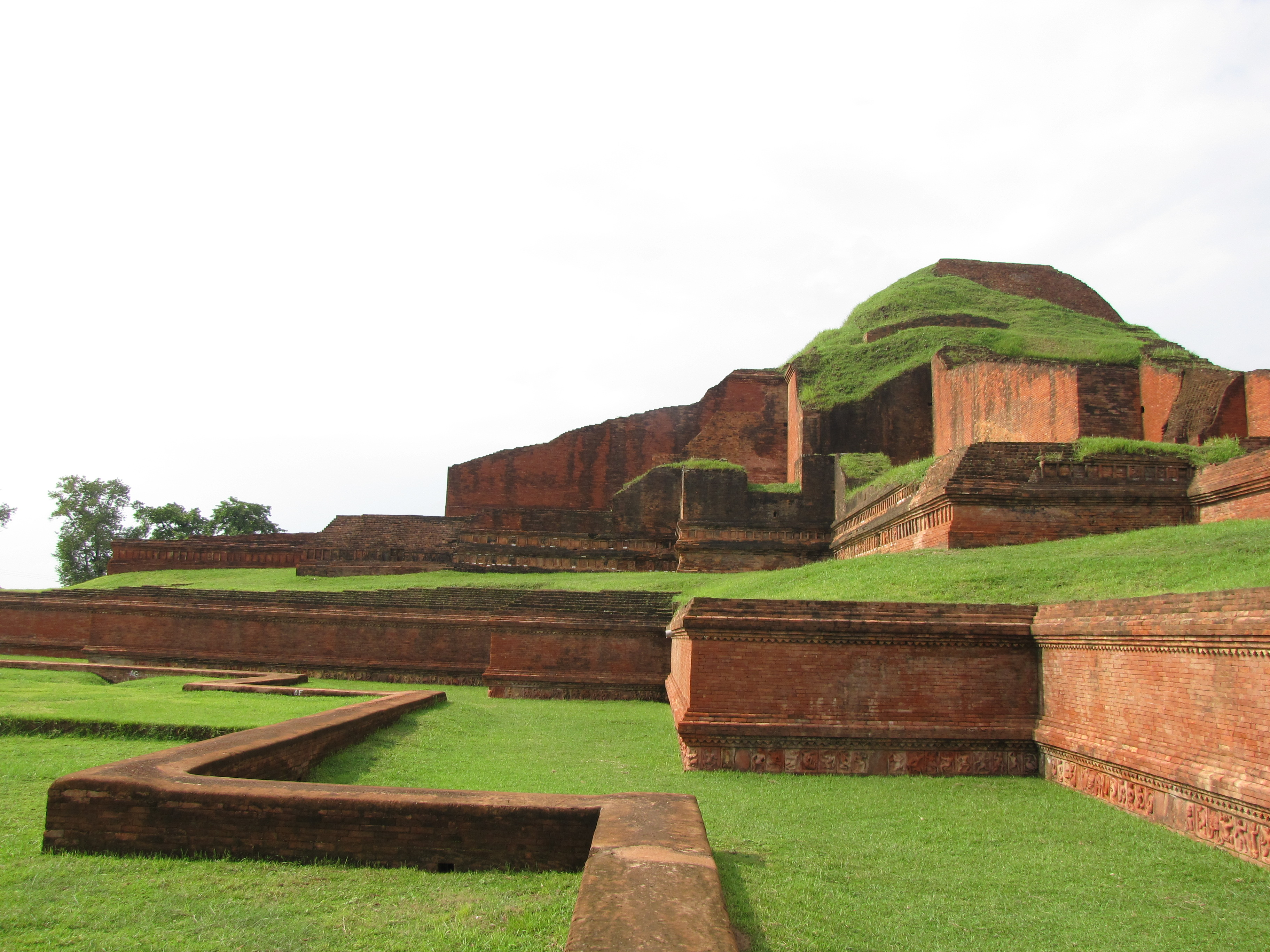
Ruinen der Tempelanlagen bei Pahapur

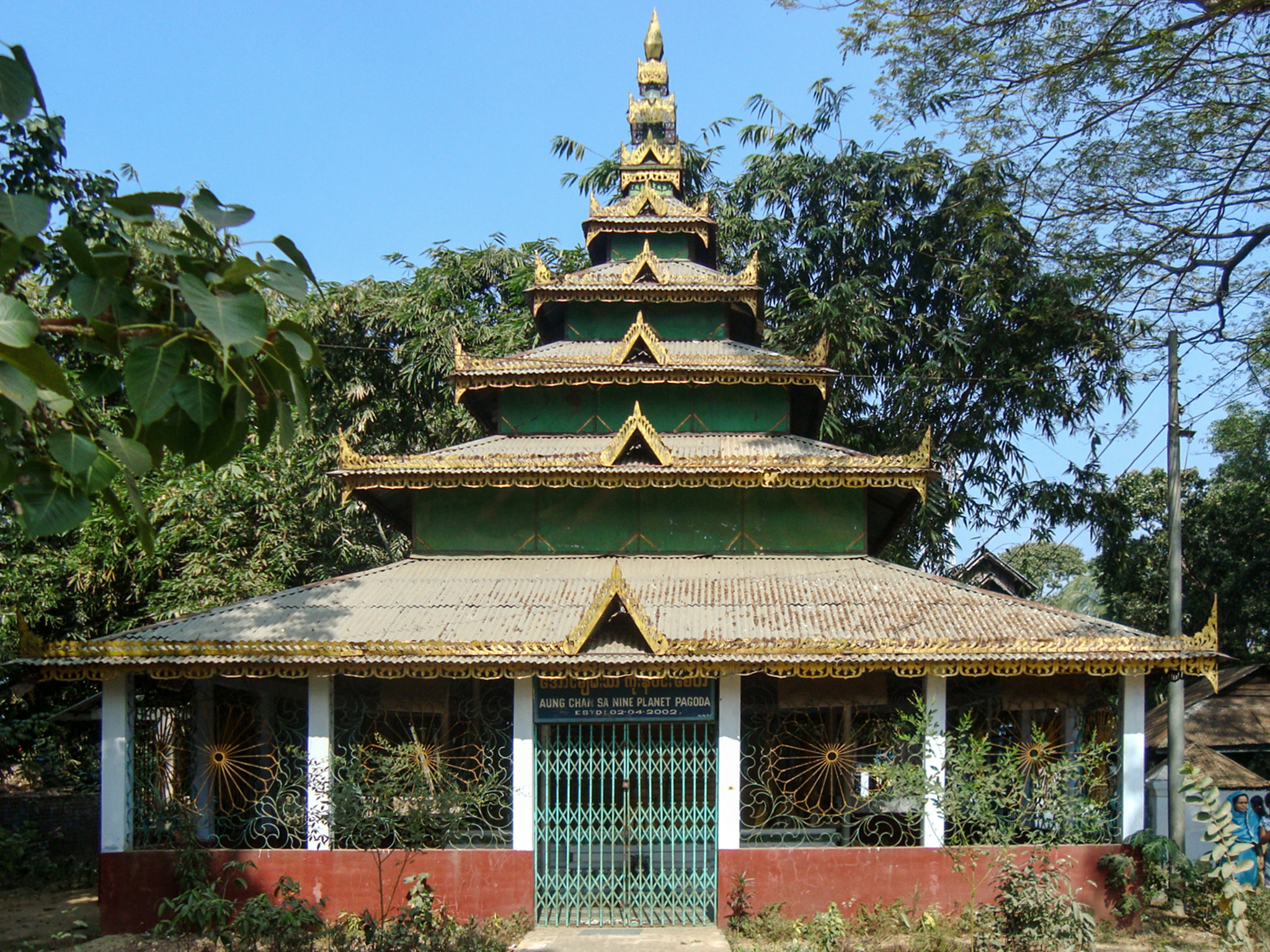
Aung Chan Sa Neun-Planeten-Pagode in Cox’s Bazar.

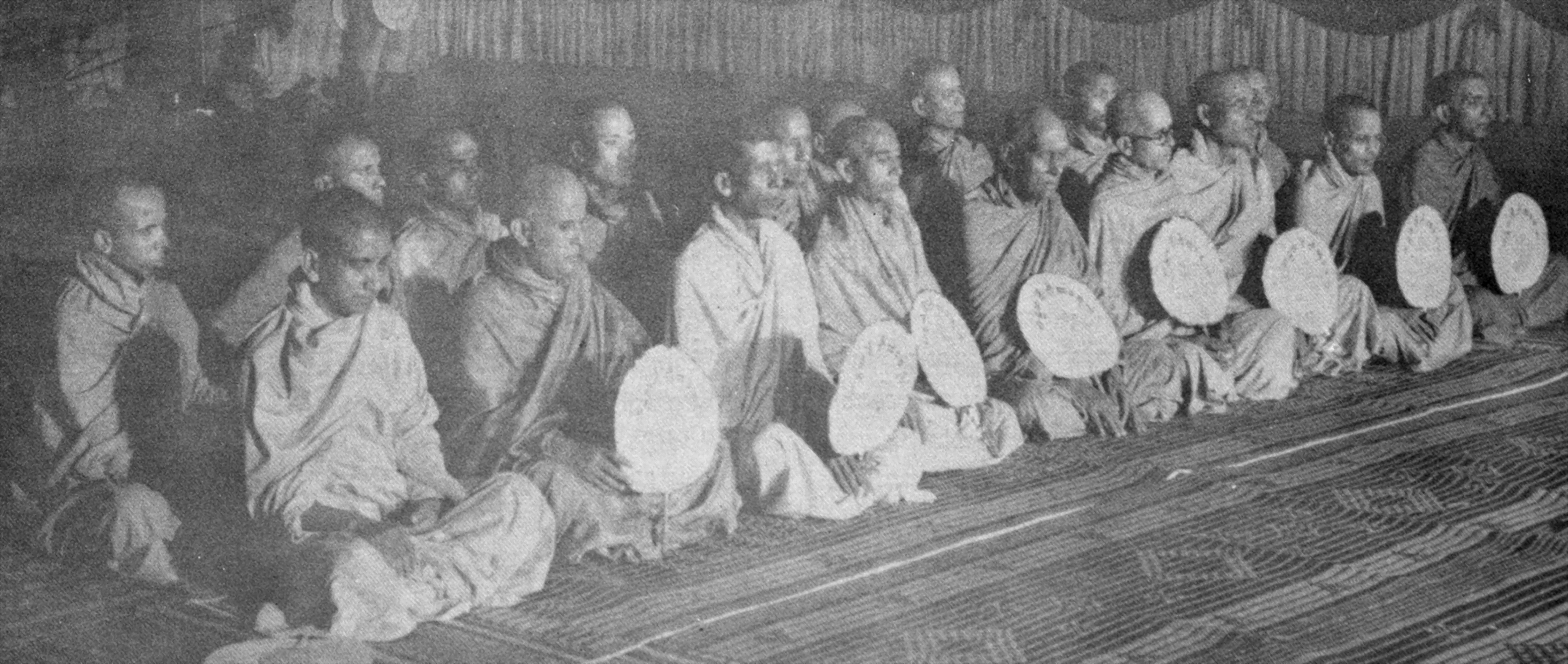
Die Delegation der Chittagong Buddhist Association beim 6. buddhistischen Konzil in Rangoon, 1954.

Der Buddhismus in Bangladesch ist die drittgrößte Religion im Land, allerdings weit nach dem Islam (89,7 %) und dem Hinduismus (9,2 %). Die Zahl der Anhänger wird auf 0,7 % der Gesamtbevölkerung geschätzt (etwa eine Million Menschen).  Die meisten Gläubigen leben in der Division Chittagong im Südosten des Landes und praktizieren zumeist den Theravada-Buddhismus. Historisch gesehen ist der Buddhismus die erste der drei Weltreligionen, die in Bangladesch Fuß fasste. Von der langen Tradition zeugen heute noch viele Tempelanlagen. Am bekanntesten sind die Ruinen des buddhistischen Klosters von Paharpur, die zum UNESCO-Welterbe von Bangladesch zählen.
Buddhisten waren in Bangladesch in der Vergangenheit häufiger religiöser Diskriminierung und Intoleranz seitens der muslimischen bengalischen Mehrheitsbevölkerung ausgesetzt. Besondere Bedeutung hat die Situation in den Chittagong Hill Tracts östlich von Chittagong. Hier wohnen überwiegend buddhistische tibeto-birmanische Stammesvölker, so dass zum religiösen Gegensatz Islam ↔ Buddhismus noch ein ethnischer Gegensatz mit hinzukommt.

## Statistik
Anhänger des Buddhismus in den verschiedenen Divisionen von Bangladesch:
| Division   | Prozent (%) |
| ---------- | ----------- |
| Barishal   | < 0,06      |
| Chittagong | 12,65       |
| Dhaka      | 0,03        |
| Khulna     | < 0,08      |
| Rajshahi   | 0,23        |
| Sylhet     | 0,2         |

Quelle: amardesh.com